# Библиография Григория Чхартишвили
Григо́рий Ша́лвович Чхартишви́ли (род. 20 мая 1956, Зестафони, Грузинская ССР, СССР) — русский писатель, эссеист, литературовед, переводчик, японист. Является автором нескольких десятков романов, повестей, литературных статей и переводов японской, американской и английской литературы. Художественные произведения, преимущественно написанные в детективном жанре, публикует под псевдонимом Борис Акунин.
В ряде средств массовой информации Григорию Чхартишвили приписывалось авторство литературных произведений, изданных в России под псевдонимами Анатолия Брусникина и Анны Борисовой. 11 января 2012 года Чхартишвили признал, что является автором этих произведений.
Художественные произведения Чхартишвили переведены на английский, болгарский, венгерский, итальянский, немецкий, польский, французский, шведский, японский и другие языки. Как утверждает сам писатель, его книги изданы более чем на тридцати языках мира и пользуются относительным коммерческим успехом. По версии российского издания журнала «Forbes», Акунин, заключивший контракты с крупнейшими издательствами Европы и США, входит в десятку российских деятелей культуры, получивших признание за рубежом.
«Комсомольская правда» по итогам первого десятилетия XXI века признала Акунина самым популярным писателем России. Согласно докладу Роспечати «Книжный рынок России» за 2010 год, его книги входят в десятку самых издаваемых.
В списке в хронологическом порядке представлены произведения Григория Чхартишвили, изданные в России. При этом список в части статей и переводов не претендует на полный объём информации и сделан на основе данных «Журнального зала». В графе Издательство указано издательство, где было впервые опубликовано то или иное произведение.

## Произведения, изданные под своим именем
| Год  | Название                                                                                 | Издательство                 | Примечание |
| ---- | ---------------------------------------------------------------------------------------- | ---------------------------- | ---------- |
| 1988 | Мученичество св. Себастьяна, или Заворожённый смертью. О творчестве писателя Юкио Мисимы | Иностранная литература       | [ 9 ]      |
| 1993 | Жизнь и смерть Юкио Мисимы, или Как уничтожить храм                                      | Северо-Запад                 | [ 10 ]     |
| 1993 | Невыносимая тяжесть лёгкости. Японская проза в конце века                                | Иностранная литература       | [ 11 ]     |
| 1996 | Но нет Востока и Запада нет (О новом андрогине в мировой литературе)                     | Иностранная литература       | [ 12 ]     |
| 1996 | Образ Японца в русской литературе                                                        | Знамя                        | [ 13 ]     |
| 1997 | Японец: Натура и культура                                                                | Итоги                        | [ 14 ]     |
| 1997 | Похвала Равнодушию                                                                       | Знамя                        | [ 15 ]     |
| 1997 | «Синтё»: Опыт выживания высоколобого литературного журнала в условиях рыночной экономики | Иностранная литература       | [ 16 ]     |
| 1999 | Писатель и самоубийство                                                                  | Новое литературное обозрение | [ 17 ]     |
| 1999 | Если бы я был газетным магнатом                                                          | Неприкосновенный запас       | [ 18 ]     |
| 2000 | Культура и рынок                                                                         | Знамя                        | [ 19 ]     |
| 2000 | Театр на все времена                                                                     | Северо-Запад                 | [ 20 ]     |
| 2001 | Девочка и медведь                                                                        | Иностранка                   | [ 21 ]     |
| 2012 | От мая до мая                                                                            | Захаров                      | [ 22 ]     |

## Произведения, написанные в «соавторстве» с Борисом Акуниным
| Год             | Название              | Издательство | Примечание |
| --------------- | --------------------- | ------------ | ---------- |
| 2004            | Кладбищенские истории | КоЛибри      | [ 23 ]     |
| Семейный альбом |                       |              |            |
| 2012            | Аристономия           | Захаров      | [ 24 ]     |
| 2015            | Другой путь           | Захаров      | [ 25 ]     |
| 2017            | Счастливая Россия     | Захаров      | [ 26 ]     |
| 2019            | Трезориум             | Захаров      | [ 27 ]     |
| 2022            | Медвежатница          | Захаров      | [ 28 ]     |
| 2023            | Собачья смерть        | Захаров      | [ 29 ]     |
| 2025            | На санях              | BAbook       | [ 30 ]     |

«Семейный альбом» — гепталогия Бориса Акунина-Чхартишвили, семейная сага, повествующая о жизни академика Антона Марковича Клобукова (1897—1968), его близких, родственников, друзей и знакомых. «Вторым планом» в саге выступает работник советских спецслужб Филипп Панкратович Бляхин, давний знакомый Клобукова, его своеобразный «злой двойник» и антипод. Третье место по упоминаемости в гексалогии занимает Иннокентий Иванович Бах, философ, публицист и богослов, бывший студент Марка Константиновича Клобукова. Четвёртое место в саге занимает жена Антона Клобукова Мирра Носик (хирург-косметолог). Эти четыре героя составляют «костяк» саги, присутствуют, в той или иной степени, во всех 6 романах (Бах не упоминается лишь в «Трезориуме», Мирра Носик — в «Аристономии»). Повествование начинается в январе 1917 г. в Петрограде (с ретроспективными отсылками в 19 век) и заканчивается в апреле 1977 г. в Москве. Основное повествование в саге перемежается фрагментами из Трактата Антона Клобукова и Сочинения польского педагога о типизации личности детей, рабочими материалами по психологии М. К. Епифьевой, а также материалами из уголовного дела о «контрреволюционной эсеровской организации „Счастливая Россия“» и отрывками из повестей Марата Рогачова о Сиднее Рейли, Сергее Михайловиче Степняке-Кравчинском и великой княгине Елене Павловне.
Краткое описание частей гепталогии:
1. «Аристономия», 1917—1920, главный герой — молодой Антон Клобуков;
2. «Другой Путь», 1926, главные персонажи — Антон Клобуков и его невеста Мирра Носик;
3. «Счастливая Россия», октябрь 1937, основное действующее лицо — Филипп Бляхин;
4. «Трезориум», 1945, главный герой — Рэм Клобуков, сын Антона Марковича;
5. «Медвежатница», 1955, главные д.л. — Антон Клобуков и Мария Кондратьевна Епифьева, врач, психолог и профессиональная сваха (под «медвежатницей» подразумевается именно она);
6. «Собачья смерть», 1968, главный персонаж — писатель Марат Рогачов, сын революционера и партийного деятеля Панкрата Евтихьевича Рогачова (см. первые три романа гепталогии).
7. "На санях", 1977, главный персонаж - Марк Рогачов, сын Антона Марковича Клобукова и пасынок Марата Рогачова.

## Произведения, изданные под псевдонимом Борис Акунин

### Приключения Эраста Фандорина
| Год  | Название                                          | Издательство                           | Примечание           |
| ---- | ------------------------------------------------- | -------------------------------------- | -------------------- |
| 1998 | Азазель (1876)                                    | Захаров                                | [ 32 ]               |
| 1998 | Турецкий гамбит (1877)                            | Захаров                                | [ 33 ]               |
| 1998 | Левиафан (1878)                                   | Захаров                                | [ 34 ]               |
| 1998 | Смерть Ахиллеса (1882)                            | Захаров                                | [ 34 ]               |
| 1999 | Пиковый валет (сборник «Особые поручения») (1886) | Захаров                                | [ 35 ]               |
| 1999 | Декоратор (сборник «Особые поручения») (1889)     | Захаров                                | [ 35 ]               |
| 1999 | Статский советник (1891)                          | Захаров                                | [ 36 ]               |
| 2000 | Коронация, или Последний из романов (1896)        | Захаров                                | [ 37 ]               |
| 2001 | Любовница смерти (1900)                           | Захаров                                | [ 38 ]               |
| 2001 | Любовник смерти (1900)                            | Захаров                                | [ 39 ]               |
| 2003 | Алмазная колесница. В двух томах (1905, 1878)     | Захаров                                | [ 40 ]               |
| 2006 | Инь и Ян                                          | Захаров                                | [ 41 ]               |
| 2006 | Нефритовые чётки (1881—1899)                      | Захаров                                | [ 42 ]               |
| 2009 | Весь мир театр (1911)                             | Захаров                                | [ 43 ]               |
| 2012 | Чёрный город (1914)                               | Захаров                                | [ 44 ]               |
| 2015 | Планета Вода (1902—1912)                          | Захаров                                | [ 45 ]               |
| 2018 | Не прощаюсь (1918)                                | Захаров                                | [ 46 ] [ 47 ]        |
| 2023 | Уроки Тамбы (1878)                                | Telegram, Facebook, Instagram, Twitter | [ 48 ]               |
| 2023 | Лягушка Басё                                      | BAbook                                 | [ 49 ]               |
| 2023 | Дао Эраста Фандорина (1876, 1896, 1917)           | BAbook                                 | [ 50 ] [ 51 ] [ 52 ] |

### Приключения Масахиро Сибаты
| Год  | Название           | Издательство | Примечание |
| ---- | ------------------ | ------------ | ---------- |
| 2020 | Просто Маса (1923) | АСТ          |            |
| 2023 | Яма (1900)         | АСТ          |            |

### Приключения магистра
| Год  | Название           | Издательство | Примечание    |
| ---- | ------------------ | ------------ | ------------- |
| 2000 | Алтын-толобас      | Олма-Пресс   | [ 53 ]        |
| 2002 | Внеклассное чтение | Олма-Пресс   | [ 54 ] [ 55 ] |
| 2006 | Ф. М.              | Олма-Пресс   | [ 56 ]        |
| 2009 | Сокол и Ласточка   | Олма-Пресс   | [ 57 ]        |

### Жанры
| Год  | Название                  | Издательство | Примечание |
| ---- | ------------------------- | ------------ | ---------- |
| 2005 | Детская книга             | Олма-Пресс   | [ 58 ]     |
| 2005 | Шпионский роман           | Олма-Пресс   | [ 59 ]     |
| 2005 | Фантастика                | Захаров      | [ 60 ]     |
| 2008 | Квест                     | АСТ          | [ 61 ]     |
| 2012 | Детская книга для девочек | АСТ          | [ 63 ]     |
| 2021 | Сказки народов мира       | АСТ          |            |

1. ↑  Данная книга написана в соавторстве с «сетевой» писательницей Глорией Му и является своеобразным продолжением вышедшей ранее в серии «Жанры» — «Детской книги», переименованной сейчас в «Детскую книгу для мальчиков». Акунин в собственном блоге сообщил, что его вклад состоял из разработки подробного сюжета.

### Провинциальный детектив
| Год  | Название                | Издательство | Примечание |
| ---- | ----------------------- | ------------ | ---------- |
| 2000 | Пелагия и белый бульдог | АСТ          | [ 64 ]     |
| 2001 | Пелагия и чёрный монах  | АСТ          | [ 65 ]     |
| 2003 | Пелагия и красный петух | АСТ          | [ 66 ]     |

### Смерть на брудершафт
| Год  | Название                 | Издательство | Примечание |
| ---- | ------------------------ | ------------ | ---------- |
| 2007 | Младенец и чёрт          | АСТ          | [ 67 ]     |
| 2007 | Мука разбитого сердца    | АСТ          | [ 67 ]     |
| 2008 | Летающий слон            | АСТ          | [ 68 ]     |
| 2008 | Дети Луны                | АСТ          | [ 68 ]     |
| 2009 | Странный человек         | АСТ          | [ 69 ]     |
| 2009 | Гром победы, раздавайся! | АСТ          | [ 69 ]     |
| 2010 | «Мария», Мария...        | АСТ          | [ 70 ]     |
| 2010 | Ничего святого           | АСТ          | [ 70 ]     |
| 2011 | Операция «Транзит»       | АСТ          | [ 71 ]     |
| 2011 | Батальон ангелов         | АСТ          | [ 71 ]     |

### История Российского государства
| Год  | Название                                                                       | Издательство | Примечание |
| ---- | ------------------------------------------------------------------------------ | ------------ | ---------- |
| 2013 | Том I. От истоков до монгольского нашествия. Часть Европы                      | АСТ          | [ 72 ]     |
| 2014 | Огненный перст                                                                 | АСТ          | [ 73 ]     |
| 2014 | Том II. Ордынский период. Часть Азии                                           | АСТ          | [ 74 ]     |
| 2014 | Бох и Шельма                                                                   | АСТ          | [ 75 ]     |
| 2015 | Том ІІІ. От Ивана III до Бориса Годунова. Между Азией и Европой                | АСТ          |            |
| 2016 | Вдовий плат                                                                    | АСТ          |            |
| 2017 | Седмица Трехглазого                                                            | АСТ          |            |
| 2017 | Князь Клюква. Плевок дьявола                                                   | АСТ          |            |
| 2017 | Том IV. Семнадцатый век. Между Европой и Азией                                 | АСТ          |            |
| 2017 | Том V. Азиатская европеизация. Царь Петр Алексеевич                            | АСТ          |            |
| 2018 | Ореховый Будда                                                                 | АСТ          |            |
| 2018 | Том VI. История Российского Государства. Эпоха цариц                           | АСТ          |            |
| 2019 | Доброключения и рассуждения Луция Катина                                       | АСТ          |            |
| 2019 | Том VII. История Российского Государства. Первая Сверхдержава                  | АСТ          |            |
| 2020 | Мiр и война                                                                    | АСТ          |            |
| 2021 | Том VIII. Лекарство для империи. Царь-освободитель и царь-миротворец           | АСТ          |            |
| 2021 | Дорога в Китеж                                                                 | АСТ          |            |
| 2022 | Том IX. После тяжёлой продолжительной болезни. Время Николая II                | АСТ          |            |
| 2022 | Он уходя спросил                                                               | АСТ          |            |
| 2024 | Том X. Разрушение и воскрешение империи. Ленинско-сталинская эпоха (1917-1953) | BAbook       | [ 78 ]     |
| 2024 | Москва-Синьцзин                                                                | BAbook       |            |

### Любовь к истории
| Год  | Название                                 | Издательство | Примечание |
| ---- | ---------------------------------------- | ------------ | ---------- |
| 2011 | Любовь к истории                         | Олма-Пресс   | [ 79 ]     |
| 2012 | Самая таинственная тайна и другие сюжеты | Олма-Пресс   | [ 80 ]     |
| 2015 | Северный часовой и другие сюжеты         | Олма-Пресс   |            |

### Отдельные произведения
| Год  | Название                | Издательство         | Примечание |
| ---- | ----------------------- | -------------------- | ---------- |
| 1999 | Старое Донское кладбище | Неофициальная Москва | [ 81 ]     |
| 2000 | Чайка                   | Новый мир            | [ 82 ]     |
| 2000 | Сказки для Идиотов      | GIF                  | [ 83 ]     |
| 2002 | Комедия/Трагедия        | Олма-Пресс           | [ 84 ]     |
| 2006 | Сценарии                | Олма-Пресс           | [ 85 ]     |
| 2008 | Рыцарь печального жанра | Амфора               | [ 86 ]     |
| 2016 | Сулажин                 | АСТ                  | [ 87 ]     |
| 2011 | Фото как хокку          | Захаров              | [ 88 ]     |
| 2022 | Русский в Англии        | Альпина Паблишер     | [ 89 ]     |
| 2024 | ЛЕГО                    | BAbook               | [ 90 ]     |
| 2025 | Сказки                  | BAbook               | [ 91 ]     |
| 2025 | Мой календарь           | BAbook               | [ 91 ]     |
| 2025 | Год как хокку           | BAbook               | [ 92 ]     |
| 2025 | Проснись!               | BAbook               | [ 93 ]     |

## Произведения, изданные под псевдонимом Анатолия Брусникина
| Год  | Название            | Издательство | Примечание |
| ---- | ------------------- | ------------ | ---------- |
| 2007 | Девятный Спас       | АСТ          | [ 94 ]     |
| 2010 | Герой иного времени | АСТ          | [ 95 ]     |
| 2012 | Беллона             | Астрель      | [ 96 ]     |

## Произведения, изданные под псевдонимом Анны Борисовой
| Год  | Название     | Издательство | Примечание |
| ---- | ------------ | ------------ | ---------- |
| 2008 | Там          | КоЛибри      | [ 97 ]     |
| 2010 | Креативщик   | АСТ          | [ 98 ]     |
| 2011 | Vremena goda | АСТ          | [ 99 ]     |

## Список произведений, переведённых Григорием Чхартишвили
| Год  | Название                             | Автор                   | Издательство           | Примечание       |
| ---- | ------------------------------------ | ----------------------- | ---------------------- | ---------------- |
| 1986 | Главы из книги «Всё дальше и дальше» | Такэси Кайко            | Иностранная литература | [ 100 ]          |
| 1989 | Испытание зверя                      | Сэйити Моримура         | Радуга                 | [ 101 ]          |
| 1991 | Сердцебиение                         | Кэндзи Маруяма          | Иностранная литература | [ 102 ]          |
| 1992 | Неестественные причины               | Филлис Дороти Джеймс    | Иностранная литература | [ 103 ]          |
| 1993 | Падающая звезда                      | Гарри Гаррисон          | Полярис                | [ сн 1 ] [ 104 ] |
| 1993 | Золотой храм                         | Юкио Мисима             | Северо-Запад           | [ 10 ]           |
| 1993 | Смерть в середине лета               | Юкио Мисима             | Северо-Запад           | [ 10 ]           |
| 1993 | Патриотизм                           | Юкио Мисима             | Северо-Запад           | [ 10 ]           |
| 1993 | Мой друг Гитлер                      | Юкио Мисима             | Северо-Запад           | [ 10 ]           |
| 1993 | Маркиза де Сад                       | Юкио Мисима             | Северо-Запад           | [ 10 ]           |
| 1993 | Водяной мешок                        | Анна Огино              | Иностранная литература | [ 105 ]          |
| 1993 | Плач по луне                         | Кэндзи Маруяма          | Иностранная литература | [ 106 ]          |
| 1993 | Главы из книги «Новые императоры»    | Гаррисон Солсбери       | Иностранная литература | [ сн 2 ] [ 107 ] |
| 1994 | Восток есть Восток                   | Том Корагессан Бойл     | Иностранная литература | [ сн 3 ] [ 108 ] |
| 1994 | Исповедь маски                       | Юкио Мисима             | Северо-Запад           | [ 109 ]          |
| 1994 | Любовь святого старца из храма Сига  | Юкио Мисима             | Северо-Запад           | [ 109 ]          |
| 1994 | Море и закат                         | Юкио Мисима             | Северо-Запад           | [ 109 ]          |
| 1994 | Ханьданская подушка                  | Юкио Мисима             | Северо-Запад           | [ 109 ]          |
| 1994 | Парчовый барабан                     | Юкио Мисима             | Северо-Запад           | [ 109 ]          |
| 1994 | Надгробие Комати                     | Юкио Мисима             | Северо-Запад           | [ 109 ]          |
| 1994 | Солнце и сталь                       | Юкио Мисима             | Северо-Запад           | [ 109 ]          |
| 1995 | Профессор Криминале                  | Малколм Стэнли Брэдбери | Иностранная литература | [ сн 4 ] [ 110 ] |
| 1995 | Крупная дичь                         | Том Корагессан Бойл     | Иностранная литература | [ сн 5 ] [ 111 ] |
| 1996 | Старик и мистер Смит                 | Питер Устинов           | Иностранная литература | [ 112 ]          |
| 1996 | Собачья невеста                      | Ёко Тавада              | Иностранная литература | [ 113 ]          |
| 1997 | Мысли перед смертью                  | Сюсаку Эндо             | Иностранная литература | [ 114 ]          |
| 1997 | Зелёный ящик                         | Тэцуо Симидзу           | Иностранная литература | [ 115 ]          |
| 1997 | Моё любимое хайку                    | Мати Тавара             | Иностранная литература | [ 116 ]          |
| 1999 | В небе снова радуга                  | Кэндзи Маруяма          | Иностранная литература | [ 117 ]          |
| 2003 | Царь Армадилл                        | Масахико Симада         | Эксмо                  | [ 118 ]          |

### Комментарии
1. ↑  Перевод совместно с В. Артёмовым и О. Басинской.
2. ↑  Перевод совместно с О. Басинской и И. Прохоровой.
3. ↑  Перевод совместно с Л. Мотылёвым и И. Бернштейн.
4. ↑  Перевод совместно с Б. Кузьминским и Н. Ставровской.
5. ↑  Перевод совместно с Л. Мотылёвым.